# Любомльська міська рада
Любо́мльська міська́ ра́да Любо́мльської місько́ї територіа́льної грома́ди (до 2017 року — Любомльська міська рада Любомльського району Волинської області) — орган місцевого самоврядування Любомльської міської громади Волинської області. Знаходиться в місті Любомль.

## Склад ради
Рада складається з 26 депутатів та голови.
Перші вибори депутатів ради громади та Любомльського міського голови відбулись 29 жовтня 2017 року. Було обрано 26 депутатів ради; за суб'єктами висування: 6 — Громадський рух «Народний контроль», по 3 — Всеукраїнське об'єднання «Свобода», УКРОП, Аграрна партія України та «Розумна сила», по 2 — Радикальна партія Олега Ляшка, Об'єднання «Самопоміч», Всеукраїнське об'єднання «Батьківщина» та БПП «Солідарність».
Головою громади обрали позапартійного самовисуванця Романа Ющука, чинного Любомльського міського голову.
В раді створені п'ять постійних депутатських комісій:
- земельна комісія Любомльської міської ОТГ;
- бюджетна комісія;
- з питань освіти, культури, молоді, фізичного виховання і спорту;
- з питань охорони та соціального захисту населення Любомльської міської ОТГ;
- соціально-правова комісія Любомльської міської ОТГ.

## Історія
До 23 листопада 2017 року — орган місцевого самоврядування в Любомльському районі Волинської області.
Любомльська міська рада утворена в 1939 році.
Територія ради до 2017 року складала 11,99 км², населення ради — 10 246 осіб (станом на 1 січня 2013 року).
Рада складалась з 30 депутатів та голови.
- Голова ради: Ющук Роман Васильович
- Секретар ради: Склянчук Віра Володимирівна

### Керівний склад попередніх скликань
| Прізвище, ім'я, по батькові | Основні відомості                                               | Дата обрання | Дата звільнення |
| --------------------------- | --------------------------------------------------------------- | ------------ | --------------- |
| Гірикович Анатолій Петрович | Міський голова, 1953 року народження, освіта, безпартійний      | 26.03.2006   | 31.10.2010      |
| Гірикович Анатолій Петрович | Міський голова, 1953 року народження, освіта вища, безпартійний | 31.10.2010   | 25.04.2014      |
| Ющук Роман Васильович       | Міський голова, 1986 року народження, освіта вища, безпартійний | 26.10.2014   |                 |

Примітка: таблиця складена за даними сайту Верховної Ради України

### Депутати
За результатами місцевих виборів 2010 року депутатами ради стали:

#### За суб'єктами висування
| Суб'єкт висування                                       | Кількість обраних депутатів | %    |
| ------------------------------------------------------- | --------------------------- | ---- |
| Політична партія Всеукраїнське об'єднання «Батьківщина» | 10                          | 33,3 |
| Партія регіонів                                         | 7                           | 23,3 |
| Політична партія Всеукраїнське об'єднання «Свобода»     | 6                           | 20   |
| Єдиний Центр                                            | 3                           | 10   |
| Політична партія «Фронт Змін»                           | 2                           | 6,7  |
| Народна партія                                          | 1                           | 3,3  |
| Українська Народна Партія                               | 1                           | 3,3  |

#### За округами
| № округу                                                | Прізвище, ім'я, по батькові     | Дата визнання обраним | Освіта             | Партійна приналежність                        | Відомості про обраного депутата                                                                         |
| ------------------------------------------------------- | ------------------------------- | --------------------- | ------------------ | --------------------------------------------- | --- |
| Єдиний Центр                                            |                                 |                       |                    |                                               | |
| б/м                                                     | Тєнін Дмитро Сергійович         | 02.11.2010            | вища               | член Єдиного Центру                           | інспекція ДАБК у Волинській області, головний державний інспектор                                       |
| 6                                                       | Гусєв Михайло Павлович          | 02.11.2010            | середня спеціальна | позапартійний                                 | ТзОВ «УІФК-Волинь», начальник інженерних мереж                                                          |
| 8                                                       | Фурманюк Сергій Валерійович     | 02.11.2010            | вища               | член Єдиного Центру                           | Територіальний центр соціального обслуговування (надання соціальних послуг) Любомльського району, юрист |
| Народна Партія                                          |                                 |                       |                    |                                               | |
| 12                                                      | Ваколюк Віктор Анатолійович     | 02.11.2010            | вища               | член Народної партії                          | прикордонна екологічна служба, державний інспектор                                                      |
| Партія регіонів                                         |                                 |                       |                    |                                               | |
| б/м                                                     | Янчук Тетяна Степанівна         | 02.11.2010            | вища               | член Партії регіонів                          | Любомльська загальноосвітня школа № 3, директор                                                         |
| б/м                                                     | Грищук Богдан Володимирович     | 02.11.2010            | середня спеціальна | член Партії регіонів                          | тимчасово не працює                                                                                     |
| б/м                                                     | Ярмолюк Роман Миколайович       | 02.11.2010            | вища               | позапартійний                                 | Любомльська РДА, начальник відділу                                                                      |
| б/м                                                     | Жолоб Анатолій Вікторович       | 02.11.2010            | середня            | член Партії регіонів                          | приватний підприємець                                                                                   |
| 2                                                       | Зламанюк Володимир Миколайович  | 02.11.2010            | вища               | член Партії регіонів                          | Любомльський водоканал, директор                                                                        |
| 7                                                       | Лемкін Борис Рафаїлович         | 02.11.2010            | вища               | член Партії регіонів                          | ПП «Центр іноземних мов», директор                                                                      |
| 14                                                      | Мельник Наталія Іванівна        | 02.11.2010            | вища               | член Партії регіонів                          | приватний підприємець                                                                                   |
| Політична партія Всеукраїнське об'єднання «Батьківщина» |                                 |                       |                    |                                               | |
| б/м                                                     | Кравчук Василь Степанович       | 02.11.2010            | вища               | член Всеукраїнського об'єднання «Батьківщина» | КП «Наше місто», директор                                                                               |
| б/м                                                     | Шлапа Микола Павлович           | 02.11.2010            | вища               | член Всеукраїнського об'єднання «Батьківщина» | Любомльська дільниця «Волинь-авто», керівник                                                            |
| б/м                                                     | Коцарєва Галина Дмитрівна       | 02.11.2010            | середня            | член Всеукраїнського об'єднання «Батьківщина» | пенсіонер                                                                                               |
| б/м                                                     | Столярчук Марія Миколаївна      | 02.11.2010            | середня            | член Всеукраїнського об'єднання «Батьківщина» | Любомльська районна санепідемстанція, помічник санітарного лікаря                                       |
| б/м                                                     | Дичко Галина Миколаївна         | 02.11.2010            | вища               | член Всеукраїнського об'єднання «Батьківщина» | Любомльська загальноосвітня школа № 3, завгосп.                                                         |
| 1                                                       | Головенець Світлана Миколаївна  | 02.11.2010            | вища               | позапартійна                                  | Любомльська СШ № 3, вчитель                                                                             |
| 4                                                       | Куча Олексій Михайлович         | 02.11.2010            | вища               | член Всеукраїнського об'єднання «Батьківщина» | Любомльська філія ТзОВ «Світязь», головний інженер                                                      |
| 11                                                      | Моісеєнко Олександр Миколайович | 02.11.2010            | вища               | член Всеукраїнського об'єднання «Батьківщина» | ДП «Любомльський лісгосп», інженер лісового господарство                                                |
| 13                                                      | Склянчук Віра Володимирівна     | 02.11.2010            | вища               | член Всеукраїнського об'єднання «Батьківщина» | Любомльська міська рада, секретар                                                                       |
| 15                                                      | Станіславчук Надія Максимівна   | 02.11.2010            | вища               | член Всеукраїнського об'єднання «Батьківщина» | Любомльська ЦРЛ, лікар- невропатолог                                                                    |
| Політична партія Всеукраїнське об'єднання «Свобода»     |                                 |                       |                    |                                               | |
| б/м                                                     | Мохнюк Роман Петрович           | 02.11.2010            | середня спеціальна | член Всеукраїнського об'єднання «Свобода»     | КП «Наше місто», інспектор з благоустрою міста-майстер                                                  |
| б/м                                                     | Духницький Сергій Анатолійович  | 02.11.2010            | незакінчена вища   | член Всеукраїнського об'єднання «Свобода»     | приватний підприємець                                                                                   |
| б/м                                                     | Ярощук Олег Дмитрович           | 02.11.2010            | вища               | член Всеукраїнського об'єднання «Свобода»     | Любомльська філія ВАТ «Волиньобленерго», інспектор                                                      |
| 5                                                       | Лобко Тетяна Іванівна           | 15.11.2010            | середня спеціальна | член Всеукраїнського об'єднання «Свобода»     | ВАТ «Укртелеком», оператор зв'язку                                                                      |
| 9                                                       | Самолюк Леонід Іванович         | 02.11.2010            | середня спеціальна | член Всеукраїнського об'єднання «Свобода»     | приватний підприємець                                                                                   |
| 10                                                      | Луць Катерина Леонідівна        | 02.11.2010            | незакінчена вища   | член Всеукраїнського об'єднання «Свобода»     | ТзОВ "Готель «Ягодин», адміністратор                                                                    |
| Політична партія «Фронт Змін»                           |                                 |                       |                    |                                               | |
| б/м                                                     | Шум Олександр Вікторович        | 02.11.2010            | вища               | член Політичної партії «Фронт Змін»           | приватний підприємець                                                                                   |
| б/м                                                     | Савош Олександр Васильович      | 02.11.2010            | середня            | член Політичної партії «Фронт Змін»           | ДКП «Любомль-ринок», старший контролер                                                                  |
| Українська Народна Партія                               |                                 |                       |                    |                                               | |
| 3                                                       | Ліщук Наталія Данилівна         | 02.11.2010            | вища               | член Української Народної Партії              | Любомльська ЦРЛ, зав. Відділенням екстреної медичної допомоги                                           |